# Menexenosz (dialógus)
A Menexenosz Platón egyik dialógusa. Szereplői Szókratész és Menexenosz, a szofista Ktészipposz unokaöccse. A beszélgetés I. e. 386-ban játszódik, habár Szókratész már 13 évvel korábban meghalt.

## Felépítése

### 234 a 1 – 236 d 3
Bevezető beszélgetés, amelyből kiderül, hogy a városi tanács másnap választja ki a szónokot, aki a háborúban elesettek emlékbeszédét mondja. Szókratész ironikus válaszában azt mondja, hogy nem lesz nehéz dolga a szónoknak, hiszen az athéniakat kell dicsérnie athéniak előtt (50 d). Szókratész elmeséli, hogy Aszpáziától tanulta a rétori mesterséget, és előző nap hallotta is Periklész szeretőjének beszédét.

### 236 d 4 – 249 c 8
Szókratész elmondja az Aszpáziától hallott beszédet, amely három elemből állː a halottak dicsérete, a testvérek és fiak biztatása, a szülők vigasztalása. Szókratész dicséri az athéni nevelést, kultúrát, az athéniak nemes származását, az állam berendezkedését, majd felsorolja az ősök tetteit, a nagy csatákat. „Fiaink, maga a jelen helyzet mutatja, hogy derék apáktól származtok; hiszen mi, noha élhettünk volna dicstelenül, inkább a dicső halált választottuk, mintsem, hogy szégyenbe döntsünk benneteket és az utánatok következőket, és szégyent hozzunk apáinkra s őseink egész nemzedékére” – mondja Szókratész (246 d).

## Értelmezése
Az elemzők többféle olvasatát adták a mű mondanivalójánakː a politikai ékesszólás paródiája; komoly politikai mű; irónia és komolyság elegye. a Menexenosz kilóg a platóni életműből felépítése és olyan motívumok miatt, amelyekről Platón más munkáiban másként beszélteti Szókratészt. Ezek hatására a 19. század tudósai úgy vélekedtek, hogy a Menexenoszt nem Platón írta. Ez ellen a legerősebb érv, hogy Platón tanítványa, Arisztotelész is mestere dialógusának tekinti a Menexenoszt Rétorika című könyvében (1367b).
Németh György filozófiatörténész Két halotti beszéd című esszéjében azt írja, hogy a Szókratész által elmondott, Aszpáziának tulajdonított beszéd egyértelmű utalás Periklész híres búcsúztatójára, amely I. e. 430-ban hangzott el. Periklész beszéde a peloponnészoszi háború nyitányán hangzott el, míg a dialógus az Athén számára megalázó antalkidasi béke után játszódik. „Aspasia személyének megidézése egyben kapcsolatot is teremt a két halotti beszéd között, a hatalma csúcsán álló Athén periklési utópiája, és a menthetetlenül hanyatló állam hivalkodó, kirekesztő szemléletű történelemképe között” – írta a szerző, hozzátéve, Platón a dialógussal arra figyelmeztette kortársait, hogy nem szabad hitelt adni a dicső múltra hivatkozó politikai beszédeknek.